# Arboretum Norr

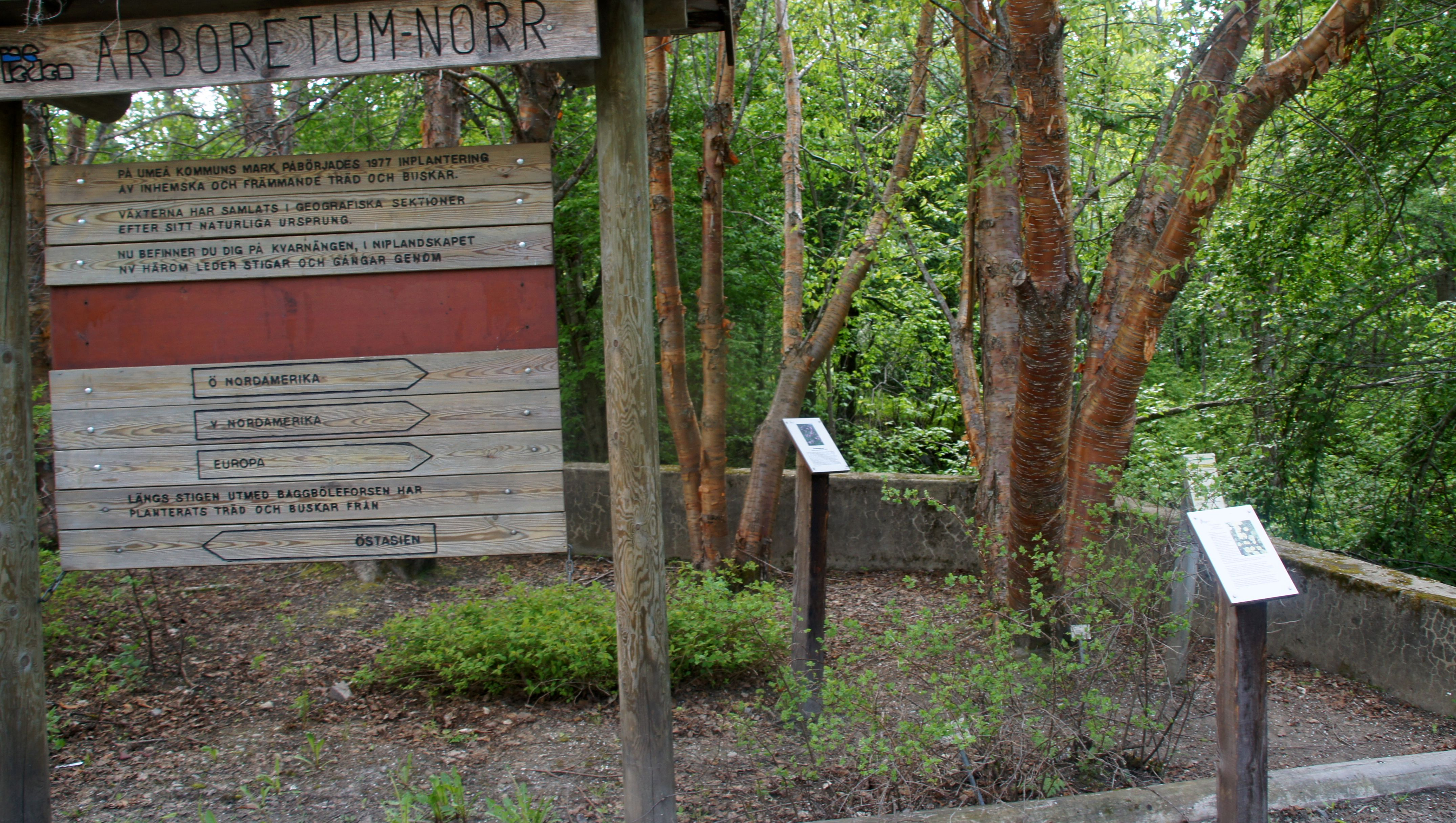
Skylt vid Arboretum Norr (2012).

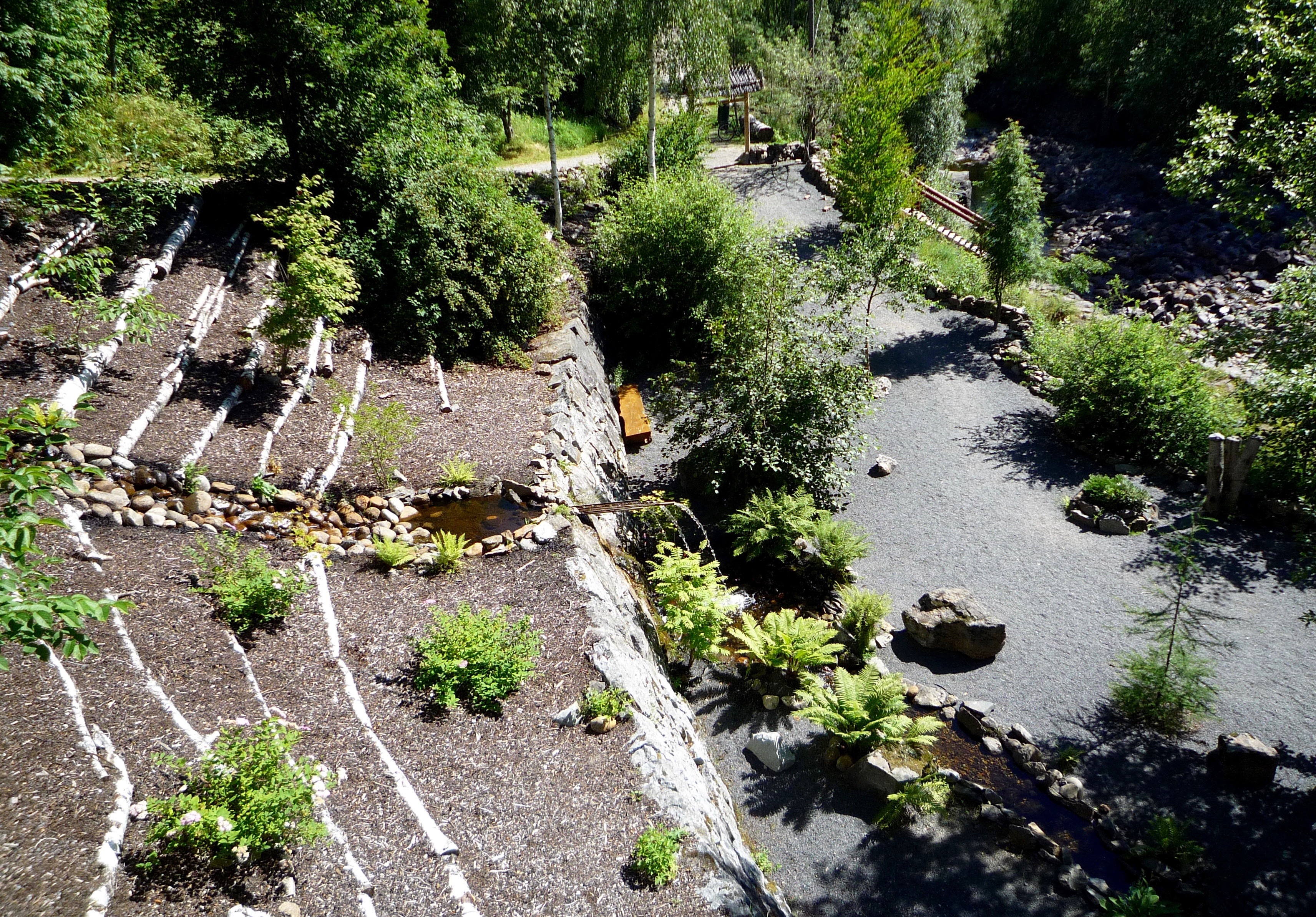
Japanska trädgården.

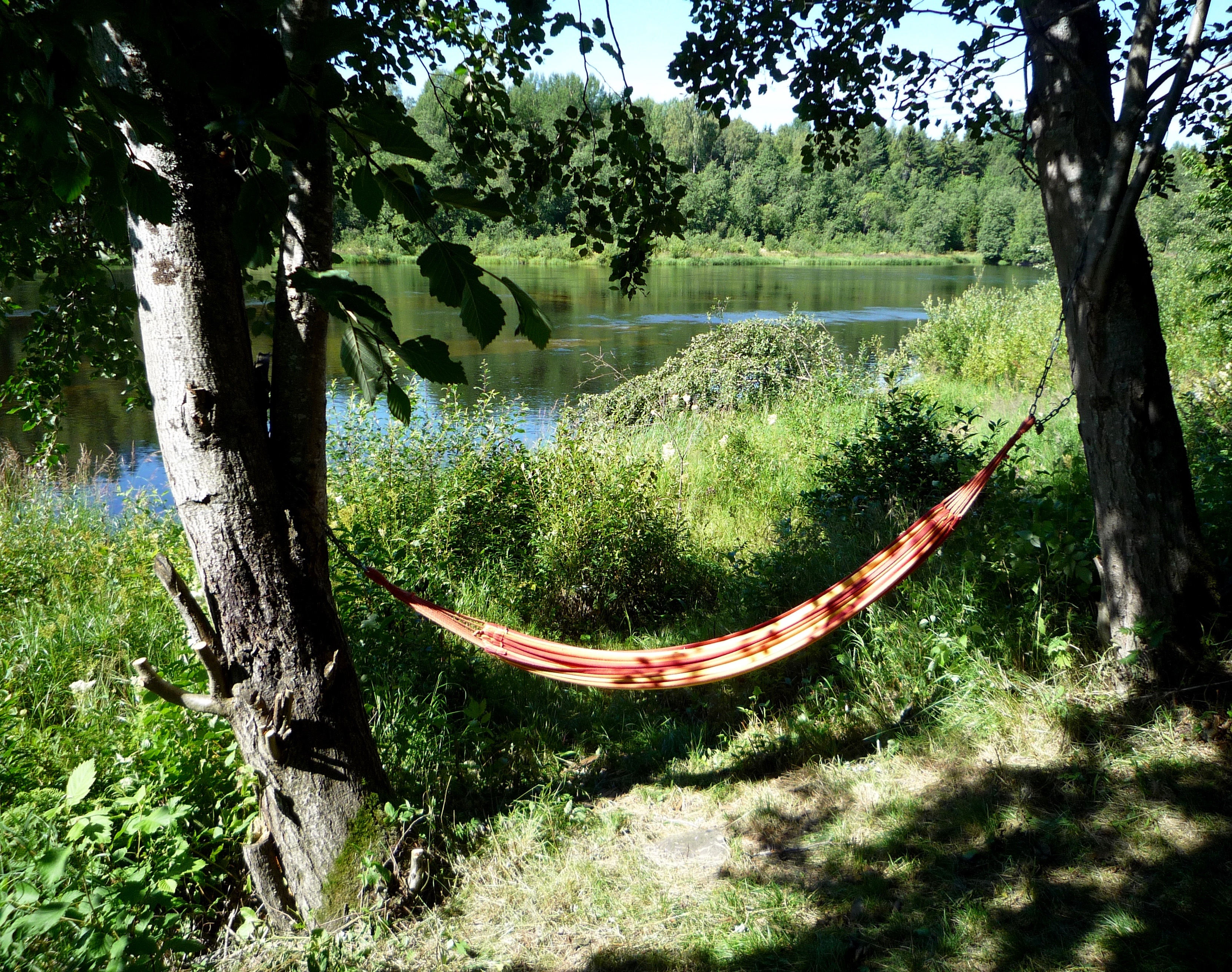
En av flera hängmattor Arboretum Norr.

Arboretum Norr är ett arboretum (trädgård för buskar och träd) i växtzon 5 vid Baggböleforsen i Umeälven, omkring 8 km väster om Umeå centrum. Arboretet är anlagt på den älvbrink som vetter mot sydväst. 
Arboretum Norr rymmer kilometervis av stigar och spänger inom en markyta på cirka 20 hektar. Sedan 1981 har där planterats fler än 2 000 träd och buskar av cirka 300 arter från främst nordligt belägna länder – fördelade på områdena Europa, Västra Nordamerika, Östra Nordamerika, Sibirien, Kvarnängen, Östasien och den centralt placerade Japanska trädgården. Syftet är bland annat att se vilka arter som överlever på Umeås breddgrader, vilket kan leda till ett större urval av klimatanpassade buskar och träd i norra Skandinavien.
Inom området finns också utsiktspunkter, grillplatser, hängmattor och två fasta konstinstallationer; Fredrik Wretmans 8 11 – som ingår i Konstvägen sju älvar – i det nedlagda kraftverket vid Japanska trädgården och In between, av Carina Olsson, Ulla Thøgersen och Rebecka Adelhult Feklistoff, vid den nyanlagda Lägdaleden, som anpassats för t.ex. barnvagn, rullator och rullstol.

## Växter
Några av de växter som finns representerade från Europa är silvergran, serbgran, ask, asp, ek, alm och liljekonvaljer; från Västra Nordamerika träd som coloradogran, svartgran, tamarick, douglasgran, berghemlock och purpurgran; från Östra Nordamerika amerikansk hagtorn, rödek, rödask, silverlönn, sockerlönn, amerikansk kastanj och strutbräken; från Sibirien arter som orienthagtorn, kamtjatkagran, sibirisk lärk och sibirisk buskal; på Kvarnängen naturliga och förädlade växter som ormgran, smultrongran, rödbladig glasbjörk, rosor och kanadapoppel; och från Östasien sorter som manchuriskt päron, manchurisk valnöt, manchurisk ask och blåtry.

## Bakgrund
Uppbyggnaden av Arboretum Norr inleddes i mitten av 1970-talet, då den danske skogsmannen Carl-Gustaf Thögersen, i ett examensarbete vid Umeå universitet, presenterade en plan för att anlägga världens nordligaste arboretum utanför Umeå.
Stiftelsen Arboretum Norr bildades 1984 genom ett samarbete mellan Umeå universitet, Sveriges lantbruksuniversitet i Umeå och Umeå kommun. Verksamheten finansieras med hjälp av bidrag från Umeå kommun och andra norrlandskommuner, företag och andra institutioner med norrländsk anknytning, och lyder under Sveriges lantbruksuniversitets institution för norrländsk jordbruksvetenskap i Umeå.

## I närheten
Arboretum Norr ligger nedanför Baggböle herrgård. Via hängbron Notvarpsbron, strax söder om arbetet, kan man med cykel eller till fots ta sig över till Umeå Energicentrum i Klabböle på andra sidan av Umeälven.